# Langelandia ausonica
Langelandia ausonica là một loài bọ cánh cứng trong họ Zopheridae. Loài này được Obenberger miêu tả khoa học năm 1914.